# تیمو هان
تیمو هان (انگلیسی: Timo Horn؛ زادهٔ ۱۲ مهٔ ۱۹۹۳) ، یک بازیکن فوتبال اهل آلمان است که در پست دروازه‌بان بازی می‌کند.
وی به همراه تیم ملی فوتبال زیر ۲۳ سال آلمان در بازی‌های المپیک تابستانی ۲۰۱۶ حضور داشت.